# Albums de Croÿ

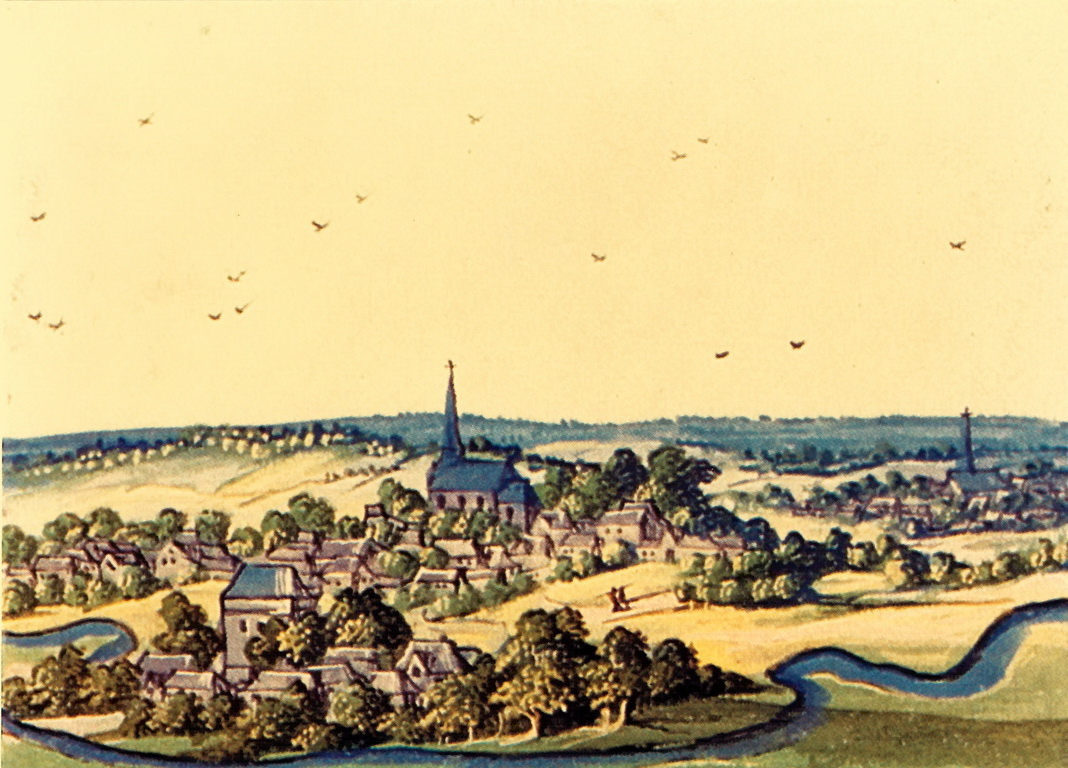
Village de Royon, en 1600, peint par Adrien de Montigny pour Charles de Croÿ.

Les Albums de Croÿ sont une collection d’albums et cartulaires, richement illustrés de gouaches réalisées par le peintre Valenciennois  Adrien de Montigny au tournant des XVIe et XVIIe siècles, et représentant des paysages et cartes de tous les villages, forêts, cours d’eau, villes et propriétés ducales de l'époque. 
Ce document est une source unique d'information sur les paysages et l'architecture de la Renaissance dans les régions des anciens Pays-Bas espagnols couvrant le sud de la Belgique actuelle et le Nord de la France.
Cette œuvre, commandée par Charles de Croÿ, a été dispersée à travers le monde au cours du temps, mais un ouvrage en a reconstitué l’essentiel en 23 volumes.

## Albums de Croÿ (incluant vues et Cartulaires)
Une collection récente de 26 volumes regroupe aujourd'hui 2500 vues cavalières peintes par Adrien de Montigny sur de grands folios de parchemin[réf. nécessaire].

### Histoire des albums
Vers 1590, Charles de Croÿ entame la réalisation d'un cartulaire administratif de ses cens et rentes pour les terres de Comines et d'Halluin qu'il a héritées à la mort de sa mère et de même pour la principauté de Chimay acquise en cadeau de mariage 10 ans plus tôt. Il complète ce travail en 1607 (pour ses terres de Château-Porcien et Montcornet). Ces  cartulaires  sont conçus comme des atlas, incluant des plans (papier gouachés à la manière d'un terrier ou cadastre), ainsi que quelques perspectives cavalières des châteaux et villages de ses propriétés. 

Charles de Croÿ décide ensuite de faire reproduire ces plans cadastraux dans deux gros albums (encore détenus par la famille de Croÿ), sur parchemin et d'y adjoindre, en plus des plans, une vue de chaque localité, peinte à la gouache. Ce travail s'est échelonné de 1596 à 1598 ; l'un couvre les biens situés dans le comté de Hainaut, l'autre ceux gisant dans les duché de Brabant, comté de Flandre, Namurois, Artois et Picardie. Il entreprend ensuite de décrire de la même manière les provinces qui ne lui appartiennent pas, mais où il exerce une fonction administrative.
Il commence par la province où il est né et fait réaliser de nombreux albums

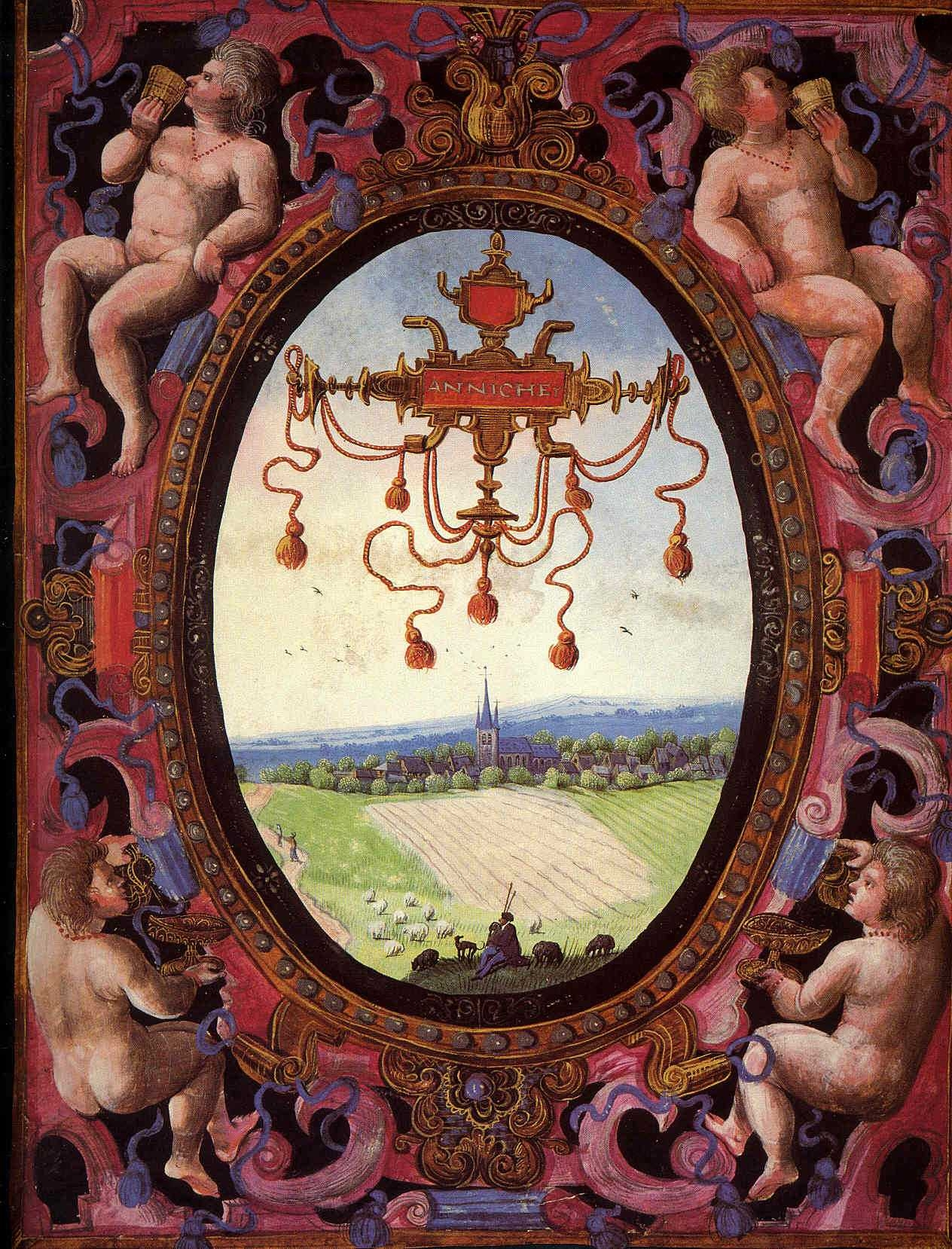
Vue d'Aniche, présentée dans un ovale entouré d'un cartouche de style pré-baroque. Noter l'effet repoussoir du premier plan foncé, qui renforce l'effet de perspective cavalière.
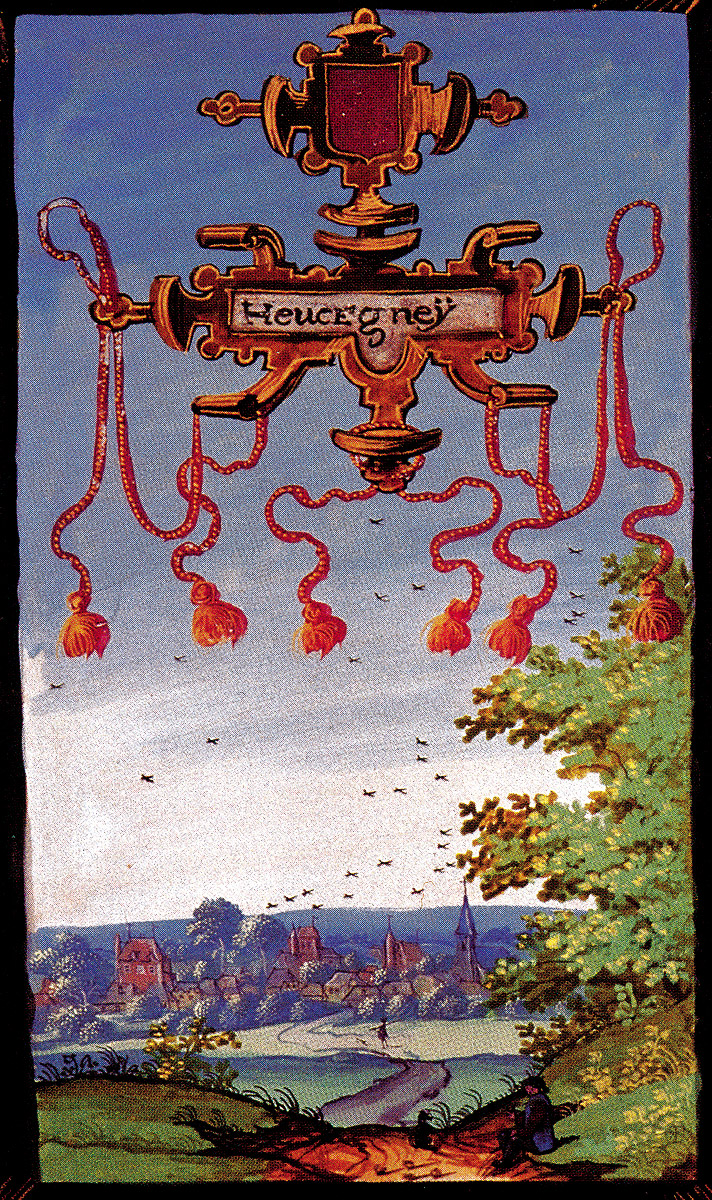
Vue de Huissignies (qui s'écrivait Heucegneÿ) et de son château. Le cartouche est typique des peintures d'Adrien de Montigny. Le premier plan est probablement pour partie réinventé, mais le village est supposé relativement fidèlement représenté.
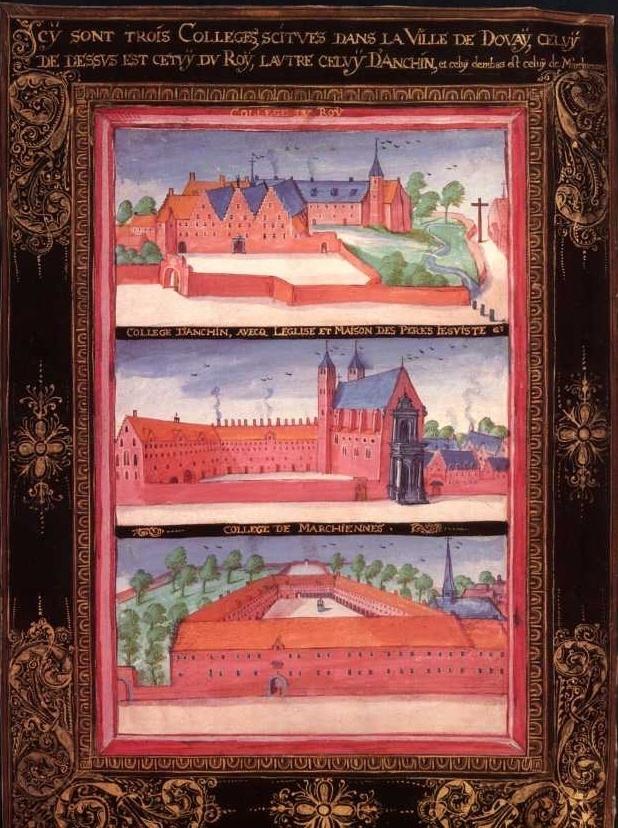
Quelques illustrations sont entourées d'un cadre différent, plus sobre, inspiré des cadres entourant les peintures néerlandaises de cette époque, mais ornementé de complexes rinceaux dorés. Ici trois vues des collèges de Douai.

### Les albums
Les albums connus sont ; 
- 1598 à 1602 : cinq Albums sur le Hainaut et sur le duché d'Arschot (dans le duché de Brabant)
- 1602 : Album sur Tournai et ses environs
- 1603 : Album sur la châtellenie de Lille, Douai, Orchies et Auberchicourt
- 1604-1605 : Albums couvrant le comté de Namur
- 1605-1611 : Albums couvrant le comté d'Artois (région dont le duc de Croÿ a été gouverneur et capitaine général à partir de 1597)
- 1608-1609 : Albums couvrant les localités riveraines de la Sambre, de la Lys, de la Scarpe et de l'Escaut (cours d'eau qui irriguaient ses principautés)
- 1614 : après la mort du duc, une vente publique (19 août 1614) disperse les 23 albums, donc certains seront modifiés (ordre des pages) ou coupés en morceaux.

Chaque vue est encadrée d’un cadre de style pré-baroque, dans lequel figurent des fleurs et fruits, ou des motifs décoratifs, dont des cartouches pré-baroque. Chaque cadre est différent.